# DLX2
DLX2 (англ. Distal-less homeobox 2) – білок, який кодується однойменним геном, розташованим у людей на короткому плечі 2-ї хромосоми.  Довжина поліпептидного ланцюга білка становить 328 амінокислот, а молекулярна маса — 34 243.
| 10         |  | 20         |  | 30         |  | 40         |  | 50         |
| ---------- |  | ---------- |  | ---------- |  | ---------- |  | ---------- |
| MTGVFDSLVA |  | DMHSTQIAAS |  | STYHQHQQPP |  | SGGGAGPGGN |  | SSSSSSLHKP |
| QESPTLPVST |  | ATDSSYYTNQ |  | QHPAGGGGGG |  | GSPYAHMGSY |  | QYQASGLNNV |
| PYSAKSSYDL |  | GYTAAYTSYA |  | PYGTSSSPAN |  | NEPEKEDLEP |  | EIRIVNGKPK |
| KVRKPRTIYS |  | SFQLAALQRR |  | FQKTQYLALP |  | ERAELAASLG |  | LTQTQVKIWF |
| QNRRSKFKKM |  | WKSGEIPSEQ |  | HPGASASPPC |  | ASPPVSAPAS |  | WDFGVPQRMA |
| GGGGPGSGGS |  | GAGSSGSSPS |  | SAASAFLGNY |  | PWYHQTSGSA |  | SHLQATAPLL |
| HPTQTPQPHH |  | HHHHHGGGGA |  | PVSAGTIF   |  |            |  |            |

A: Аланін

C: Цистеїн

D: Аспарагінова кислота

E: Глутамінова кислота

F: Фенілаланін

G: Гліцин

H: Гістидин

I: Ізолейцин

K: Лізин

L: Лейцин

M: Метіонін

N: Аспарагін

P: Пролін

Q: Глутамін

R: Аргінін

S: Серин

T: Треонін

V: Валін

W: Триптофан

Кодований геном білок за функціями належить до активаторів, білків розвитку, фосфопротеїнів. 
Задіяний у таких біологічних процесах як транскрипція, регуляція транскрипції, диференціація, альтернативний сплайсинг. 
Білок має сайт для зв'язування з ДНК. 
Локалізований у ядрі.